# تریچرو
تریچرو (به ایتالیایی: Tricerro) یک کومونه در ایتالیا است که در استان ورسلی واقع شده‌است. تریچرو ۱۲٫۲ کیلومتر مربع مساحت و ۶۲۷ نفر جمعیت دارد.